# Glomera transitoria
Glomera transitoria är en orkidéart som beskrevs av Johannes Jacobus Smith. Glomera transitoria ingår i släktet Glomera och familjen orkidéer. Inga underarter finns listade i Catalogue of Life.